# Egipte durant l'edat mitjana
Després de la conquesta musulmana d'Egipte el 639, el Baix Egipte fou dirigit primer per governadors que actuaven en nom dels califes raixiduns i després pels califes omeies de Damasc. Tanmateix, els omeies foren derrocats el 747. Al-Askar fou la capital del país i seu de l'administració durant aquest període. La conquesta donà peu a dues províncies diferents sota un mateix sobirà: l'Alt Egipte i el Baix Egipte. L'exèrcit governava aquestes regions tan diferents amb mà de ferro, acatant les exigències del governador d'Egipte i les imposicions dels caps de les comunitats.
Egipte fou governat per moltes dinasties entre la conquesta musulmana el 639 i la (breu) fi del període islàmic a principis del segle xvi. El període omeia durà des del 658 fins al 750. Després vingué el període dels abbàssides, que es dedicaren a recaptar impostos i centralitzar el poder. El 868, els tulúnides, encapçalats per Àhmad ibn Tulun, ampliaren les fronteres d'Egipte al Llevant. Àhmad es mantingué en el poder fins a la seva mort el 884. Els anys turbulents sota el successor d'Àhmad ibn Tulun convenceren molts ciutadans de tornar a donar suport als abbàssides, que el 904 recuperaren el control. El 969, Egipte caigué en mans del califat occidental i els fatimites. Aquesta dinastia entrà en declivi després de la mort del seu últim sobirà el 1171.
El 1174, Egipte passà sota el domini dels aiúbides, que no governaven des del Caire, sinó des de Damasc. Aquesta dinastia combaté els estats croats durant la Cinquena Croada. El soldà aiúbida Najm ad-Din reprengué Jerusalem el 1244. Reclutà mamelucs per mantenir a ratlla els croats. Tanmateix, fou una decisió funesta, car el 1252, els mamelucs arrabassaren el poder als aiúbides.
Els mamelucs governaren sota el senyoratge dels «califes del Caire» fins al 1517, quan Egipte fou annexat a l'Imperi Otomà com a eyalet d'Egipte.